# Joodse begraafplaatsen (Loppersum)
In de gemeente Loppersum (provincie Groningen) zijn twee Joodse begraafplaatsen. De eerste bevindt zich op de hoek van de Molenweg en de Schepperij, de tweede maakt deel uit van de algemene begraafplaats aan de Tuinbouwstraat.

## Joden in Loppersum
In de tweede helft van de 18de eeuw vestigden zich de eerste Joden in Loppersum. Vanaf het begin van de negentiende eeuw werden er met toestemming van de plaatselijke autoriteiten diensten gehouden in een huis in Stedum. Tussen 1821 en 1830 was de gemeente zelfs een ringsynagoge, maar zij verloor deze rang in 1830 en werd een bijkerk. Gedurende de bezetting is vrijwel de voltallige joodse bevolking van Stedum en Loppersum gedeporteerd en vermoord. Na de oorlog is de joodse gemeente opgeheven en in 1948 bij die van Groningen gevoegd.

## Molenweg/Schepperij
De Loppersumse joden begroeven hun doden lange tijd op de Joodse begraafplaats te Appingedam. In 1863 huurden ze een eigen dodenakker aan de Molenweg. Toen deze als gevolg van verkoop in 1883 voor nieuwe begravingen werd gesloten kwam men overeen dat de platgelegde grafstenen niet verwijderd zouden worden en dat bezoek aan de graven mogelijk bleef. De graven werden niet geruimd, maar volgens joods gebruik eeuwig met rust gelaten. De begraafplaats was echter ondanks deze regeling als zodanig niet meer te herkennen. 10 juni 2013 is een steen onthuld met daarop 23 namen van begravenen.

## Algemene begraafplaats Tuinbouwstraat
Op een afgeschermd deel van de algemene begraafplaats is een joods gedeelte ingericht. Hier werd begraven vanaf 1886. Er zijn 25 grafstenen. Het metaheerhuis is na het te gronde gaan van de joodse gemeenschap van Loppersum verdwenen.

## Locaties
- Oude begraafplaats: 53° 20′ 1″ NB, 6° 44′ 53″ OL
- Nieuwe begraafplaats: 53° 19′ 50″ NB, 6° 44′ 59″ OL